# グリーン郡 (インディアナ州)
グリーン郡（英: Greene County）は、アメリカ合衆国インディアナ州の西部に位置する郡である。2010年国勢調査での人口は33,165人であり、2000年の33,157人から僅かに増加した。郡庁所在地はブルームフィールド市（人口2,405人）であり、同郡で人口最大の都市はリントン市（人口5,413人）である。1930年の国勢調査ではアメリカ合衆国の人口重心が郡内に在った。
グリーン郡はブルーミントン大都市圏に属している。

## 歴史
グリーン郡は1821年に設立された。郡名はアメリカ独立戦争で南部戦線の指揮を執り、最終的にチャールズ・コーンウォリス将軍の指揮するイギリス軍をヨークタウンに追い詰めることに貢献したナサニエル・グリーン将軍に因んで名付けられた。

## 地理
アメリカ合衆国国勢調査局に拠れば、郡域全面積は545/92平方マイル (1,413.9 km2)であり、このうち陸地542.50平方マイル (1,405.1 km2)、水域は3.42平方マイル (8.9 km2)で水域率は0.63％である。

### 主要高規格道路
- 州間高速道路69号線（建設中）

| - アメリカ国道231号線 - インディアナ州道43号線 - インディアナ州道45号線 - インディアナ州道48号線 | - インディアナ州道54号線 - インディアナ州道57号線 - インディアナ州道58号線 - インディアナ州道59号線 | - インディアナ州道67号線 - インディアナ州道157号線 - インディアナ州道445号線 |

### 隣接する郡
| - クレイ郡 - 北 - オーウェン郡 - 北 - モンロー郡 - 東 - ローレンス郡 - 南東 | - マーティン郡 - 南 - デイビーズ郡 - 南 - ノックス郡 - 南西 - サリバン郡 - 西 |

## 気候と気象
近年、郡庁所在地であるブルームフィールド市の平均気温は1月の18°F (-8 ℃) から7月の87°F (31 ℃) まで変化している。過去最低気温は1963年1月に記録された-21°F (-29 ℃) であり、過去最高気温は1953年6月に記録された106°F (41 ℃) である。月間降水量は1月の2.20インチ (56 mm) から5月の5.00インチ (127 mm) まで変化している。

## 郡政府
郡政府は憲法による政体であり、インディアナ州憲法とインディアナ州法典によって特別の権力を認められている。

### 郡政委員会
郡政委員会は郡政府の立法府であり、郡の歳出や歳入を管理している。委員は郡内の選挙区から選出され、任期は4年間である。給与、年間予算、特別支出を設定する責任がある。郡レベルで所得税や資産税、消費税、サービス税を課する限定付き権限があるが、所得税と資産税は州の承認を要する。

### 行政委員会
行政委員会は郡政府の行政府である。委員は郡全体を選挙区に選出され、任期は4年間で2年毎に半数が改選される。委員の一人、通常は最も経験のある者が議長になる。行政委員会は郡政委員会が決めた法を実行し、税金を集め、郡政府の日々の機能を管理する責任がある。

### 郡裁判所
郡は幾らかの民事訴訟を扱うことのできる小規模裁判所を維持している。判事は4年間任期で選出され、インディアナ州法廷弁護士協会の会員でなければならない。判事を補助するのがコンスタブルと呼ばれる法執行官であり、やはり4年間任期で選出される。特定の事件における判決に対しては、州レベルの巡回裁判所に控訴できる。

### 郡政府役人
上記以外に、保安官、検視官、監査官、財務官、登記官、測量師および巡回裁判所事務官が選挙で選ばれている。任期は4年間であり、郡政府の異なる部門を監督している。郡政府に選ばれる役人は支持政党を公にすることが求められ、また郡の住人でなければならない。
グリーン郡はアメリカ合衆国下院議員インディアナ州第8選挙区に属している。インディアナ州議会上院では第39および第48選挙区に属しており、下院では第45、第60および第62選挙区に属している。

## 経済
「グリーン郡経済開発法人」が現在新しい事業の開発と郡内の現行事業の支援に務めている。
事業に優しい郡政府は郡内で利用できる商業と工業の機会を強化している。適度な土地価格と税金で優れた「事業費用対効果率」を生んでいる。
グリーン郡経済開発法人はタイムリーかる効率的な方法で計画を共に進めるために訓練したスタッフを用意している。インディアナ州経済開発法人と組んで、可能性ある新しい雇用主を支援する完全な魅力あるポートフォリオを開発してきた。
グリーン郡は労働力過剰地域とSBA・HUBゾーン（歴史的に利用が進んでいない事業地帯）に指定されており、郡内事業者に政府発注契約における特徴的な利点と連邦と州の支援についての適格性を提供している。雇用主の立地と選定作業はインディアナ州労働力開発事務所の部門であるワークワン・リントンが提供している。グリーン郡は教養があり、手ごろに利用しやすい労働力を提供している。労働者訓練プログラムは、地域カレッジと大学のアクセスサイトすなわち「玄関」となるグリーン郡コミュニティ学習センターで利用できる。

## 人口動態
以下は2000年の国勢調査による人口統計データである。
| 基礎データ - 人口: 33,157人 - 世帯数: 13,372 世帯 - 家族数: 9,360 家族 - 人口密度: 24人/km2（61人/mi2） - 住居数: 15,053軒 - 住居密度: 11軒/km2（28軒/mi2） 人種別人口構成 - 白人: 98.59% - アフリカン・アメリカン: 0.08% - ネイティブ・アメリカン: 0.31% - アジア人: 0.22% - 太平洋諸島系: 0.02% - その他の人種: 0.17% - 混血: 0.61% - ヒスパニック・ラテン系: 0.81% 先祖による構成 - アメリカ人：28.2％ - ドイツ系：23.1％ - イギリス系：13.0％ - アイルランド系：10.0％ | 年齢別人口構成 - 18歳未満: 24.7% - 18-24歳: 7.7% - 25-44歳: 28.3% - 45-64歳: 24.0% - 65歳以上: 15.3% - 年齢の中央値: 38歳 - 性比（女性100人あたり男性の人口） - 総人口: 96.8 - 18歳以上: 93.6 世帯と家族（対世帯数） - 18歳未満の子供がいる: 31.7% - 結婚・同居している夫婦: 58.0% - 未婚・離婚・死別女性が世帯主: 8.4% - 非家族世帯: 30.0% - 単身世帯: 26.5% - 65歳以上の老人1人暮らし: 12.4% - 平均構成人数 - 世帯: 2.44人 - 家族: 2.92人 収入と家計 - 収入の中央値 - 世帯: 33,998米ドル - 家族: 41,523米ドル - 性別 - 男性: 32,309米ドル - 女性: 21,749米ドル - 人口1人あたり収入: 16,834米ドル - 貧困線以下 - 対人口: 11.0% - 対家族数: 8.4% - 18歳未満: 14.3% - 65歳以上: 9.5% |

## 郡区
グリーン郡は下記15の郡区に分割されている。
| - ビーチクリーク - カス - センター - フェアプレー - グラント | - ハイランド - ジャクソン - ジェファーソン - リッチランド - スミス | - スタッフォード - ストックトン - テイラー - ワシントン - ライト |

## 都市と町
| - ブルームフィールド - 郡庁所在地 - ジョンソンビル - リントン | - ライアンズ - ソルスべりー - ニューベリー | - スウィッツシティ - ウォーシントン |